# Jeseník nad Odrou
Jeseník nad Odrou är en ort i Tjeckien. Den ligger i den östra delen av landet, 260 km öster om huvudstaden Prag. Jeseník nad Odrou ligger 258 meter över havet och antalet invånare är 1 898.
Terrängen runt Jeseník nad Odrou är varierad.Runt Jeseník nad Odrou är det ganska tätbefolkat, med 72 invånare per kvadratkilometer. Närmaste större samhälle är Valašské Meziříčí, 16,3 km söder om Jeseník nad Odrou. Trakten runt Jeseník nad Odrou består till största delen av jordbruksmark.